# Martha Mwaipaja

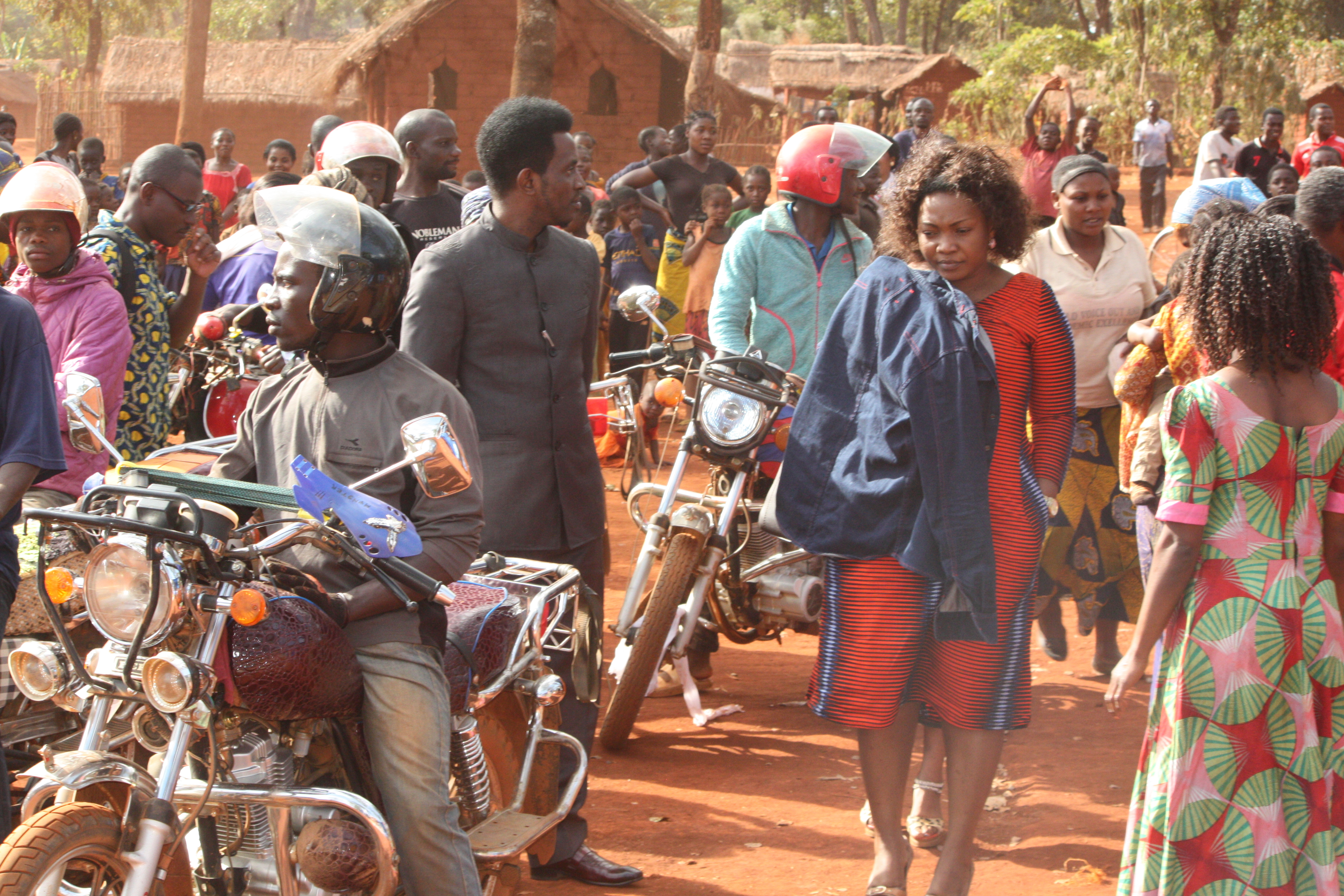
Star de la musique gospel d'Afrique orientale et centrale originaire de Tanzanie. Martha Mwaipaja et son mari rendent visite aux réfugiés du Rwanda, du Burundi et surtout de la tribu Membe de la RDC

Martha Mwaipaja (également connue sous le nom de Martha Esau Mwaipaja ; née en 1980) est une artiste, musicienne et compositrice de chansons gospel de Tanzanie. Sa renommée s'étend à l'Afrique de l'Est.

## Vie personnelle
Mariée avec le pasteur Hubby, elle annonce son divorce début 2020 dans la presse,.

## Discographie
Son album le plus célèbre est My Prayer to God (8 titres - 2013). En Avril 2021, elle compose et interprète Tusilie Tanzania (R.I.P Magufuli), à la suite du décès du président John Magufuli.